# Libri di Esdra
La storia letteraria dei libri di Esdra è assai complicata. A seconda delle tradizioni religiose e dei rispettivi canoni può indicare 4 libri (l'asterisco indica che in quella tradizione il testo è considerato apocrifo, cioè non incluso nella Bibbia):
| Canone ebraico                        | Canone ortodosso | Canone cattolico                                                                                 | Canone protestante            |
| ------------------------------------- | --- | ------------------------------------------------------------------------------------------------ | ----------------------------- |
| -                                     | Έσδρας A' (1 Ésdras) | Esdra greco* o 3 Esdra* (in epoca pre-tridentina noto come 2 Esdra*)                             | 1 Esdra*                      |
| עזרא ('Ezrà) include נחמיה (Nehemyàh) | Έσδρας B' (2 Ésdras) (nelle attuali versioni della Settanta incorpora Neemia)                                                            | Esdra (in epoca pre-tridentina noto come 1 Esdra comprendente Neemia)                            | Esdra o Ezra                  |
| עזרא ('Ezrà) include נחמיה (Nehemyàh) | Νεεμίας (Neemías) o Έσδρας Γ' (3 Ésdras) (nelle attuali versioni della Settanta Neemia è incorporato con Esdra nella dicitura Έσδρας B') | Neemia (attualmente raramente 2 Esdra. In epoca pre-tridentina incorporato con Esdra in 1 Esdra) | Neemia                        |
| -                                     | Έσδρας Δ' (4 Ésdras) * | 4 Esdra* o Apocalisse di Esdra* (in epoca pre-tridentina noto come 3 Esdra*)                     | 2 Esdra* (raramente 4 Esdra*) |

Data la notevole ambiguità che i riferimenti numerici possono comportare tra i biblisti sta prevalendo l'uso delle diciture non numeriche.